# Хоппе, Ханс-Херман
Ха́нс-Хе́рман Хо́ппе (нем. и англ. Hans-Hermann Hoppe; род. 2 сентября 1949, Пайне) — немецко-американский экономист австрийской школы, либертарианский философ, теоретик анархо-капитализма. Почётный профессор экономики в Невадском университете в Лас-Вегасе (UNLV), почётный старший научный сотрудник Института Людвига фон Мизеса, бывший редактор «Журнала либертарианских исследований», пожизненный член Королевского садоводческого общества в Лондоне и основатель и президент Общества собственности и свободы и член редакционного совета ежемесячного либертарианского журнала eigentümlich frei.
Хоппе является сторонником культурно консервативного либертарианства, но вместе с тем выступает против нового консерватизма в США, представленного протекционистом Патриком Бьюкененом, и неоконсерватизма, которые он идентифицирует как популистско-пролетарский социал-консерватизм. Он считает, что классический консерватизм в духе Эдмунда Бёрка полностью идеологически совместим с либертарианством, а все истинные консерваторы должны быть сторонниками радикального либертарианства, защитниками традиционной буржуазной морали и нравов. Некоторые из его замечаний и идей вызвали споры среди его либертарианских соратников и его коллег по UNLV. Его вера в права собственников на создание контрактных юрисдикций, из которых гомосексуалы и политические диссиденты могут быть «физически удалены», оказалась особенно конфликтной. Хоппе также вызывает дискуссии из-за его поддержки ограничений на иммиграцию, которые, как утверждают критики, расходятся с либертарианством.

## Биография
Хоппе родился в Пайне, Западная Германия. Перед этим его родители бежали из Восточной Германии в 1946 году, когда советская власть экспроприировала всё их имущество как у «восточно-эльбских юнкеров».
Он окончил Саарский университет. В 1968 году поступил во Франкфуртский университет, где учился у Юргена Хабермаса, ведущего интеллектуала левого толка в послевоенной Германии, и в 1974 году получил степени магистра и доктора по философии. С 1976 по 1978 год был постдокторантом Мичиганского университета в Энн-Арборе, а в 1981 прошёл хабилитацию во Франкфуртском университете по основам социологии и экономики. После этого преподавал в нескольких немецких университетах, а также в Болонском центре передовых международных исследований Университета Джонса Хопкинса в Болонье, Италия.
Во время учёбы в Мичиганском университете Хоппе ознакомился с трудами Людвига фон Мизеса, а сразу после — Мюррея Ротбарда. Сразу после этого у него появилось желание «встретиться, познакомиться и работать» с ним. В 1985 году он переезжает из Германии в США, Нью-Йорк, где знакомится с Ротбардом и преподаёт под его руководством. В 1986 году они вместе с Ротбардом переезжают в Лас-Вегас и начинают преподавать в Невадском университете. В нём Хоппе становится профессором экономики, а должность председателя получает Ротбард, с которым Хоппе тесно сотрудничал до самой смерти Ротбарда в январе 1995 года. Впоследствии он написал предисловие к книге Ротбарда «Этика свободы». После смерти Ротбарда ещё преподавал вплоть до 2008 года. После ухода из университета Хоппе сохранил за собой должность почётного профессора экономики. Был главным редактором Journal of Libertarian Studies с 2005 по 2009 год. В 2006 основал «Общество собственности и свободы».
Хоппе говорил, что Мюррей Ротбард был его «главным учителем, наставником и мастером», и впоследствии заявил, что, «работая и живя бок о бок с ним, в постоянном и непосредственном личном контакте», с 1985 года и до смерти Ротбарда в 1995 году он считал Ротбарда своим «самым дорогим отцовским другом».
Сейчас Хоппе проживает в Турции со своей женой Гульчин Имре Хоппе, экономистом австрийской школы.

## Общество собственности и свободы
В 2006 году Хоппе основал «Общество собственности и свободы» (англ. Property and Freedom Society «PFS») в качестве реакции на созданное Общество «Мон Пелерин», которое он высмеял как «социалистическое». В пятую годовщину «PFS» Хоппе высказался о своих целях:
С позитивной стороны, общество должно было объяснить правовые, экономические и культурные требования и особенности свободного, безгосударственного естественного порядка. С отрицательной стороны, это было разоблачение государства и демонстрация того, что оно есть на самом деле: учреждение, управляемое бандами убийц, грабителей и воров, окружённое палачами, пропагандистами, подхалимами, мошенниками, лжецами, клоунами, шарлатанами, дураками и полезными идиотами — учреждение, которое пачкает и портит всё, к чему прикасается.
Среди приглашённых были разные политические инакомыслящие, начиная от неоосманских и мусульманских ораторов, таких как Мустафа Акьоль, до альтернативно правых и националистов, таких как Ричард Спенсер и Питер Бримелоу, основатель VDARE. Он заявил, что его приглашение альтернативно правых фигур, было особенностью его концепции свободы слова, а не общей основой идеологии. Вместо того чтобы приглашать каких-либо альтернативно правых деятелей на поздние конференции, он заявил, что выступает против их идеалов, и вместо этого пригласил Питера Тиля. Размышляя о присутствии альтернативно правых спикеров на предыдущих встречах и своём решении не приглашать их повторно, Хоппе заявил на ежегодном собрании 2018 года:
Мы не одобряем насилие и отвергаем любые решения, которые сами по себе являются плохими и требуют большего контроля государством, чем мы имеем сейчас. Либертарианцы безоговорочно верят в свободу слова и свободу.

## Основные идеи
Хоппе является либертарианцем анархо-капиталистического толка. Продолжая традицию Ротбарда, он представляет в своих работах взгляд на экономику, философию и историю через призму частной собственности, принципа неагрессии и принципа самопринадлежности. Хотя он и является сторонником естественного права, свои суждения в области политической философии и этики он обосновывает с помощью этики аргументации, ценностно-нейтральной теории, основанной на праксеологии Людвига фон Мизеса и политической философии Мюррея Ротбарда.
Хоппе начал свои интеллектуальные поиски в 1980-х годах в области философии науки применительно к экономике, после чего в своей докторской диссертации доказывает необходимость априорных категорий для построения любой научной теории, что приводит его к утверждению превосходства рационалистической экономической методологии австрийской школы. Он утверждает, что кантовский рационализм, лежащий в основе праксеологии, привносит в экономическую науку несколько более твёрдых определённостей, чем методология так называемой ортодоксальной экономики. Последняя, по мнению Хоппе, поскольку основана на эмпирико-позитивистских пропозициях, рано или поздно приведёт к релятивистским взглядам как в области нормативной экономики (экономической политики), так и в области самого определения знания и позитивной (описательной) экономики.

### Этика аргументации
В 1988 году Хоппе впервые представил априорную и ценностно-нейтральную теорию, которую он назвал этикой аргументации, главным образом служащей для обоснования либертарианской этики. Хоппе утверждает, что его теория демонстрирует явную логическую непоследовательность любой этической позиции, расходящейся с либертарианской. Он описывает свой аргумент как результат строго логического и свободного от ценностей метода сильного дедуктивного рассуждения. Она привлекла особое внимание философов-либертарианцев и логических аналитиков.
Теория во многом строится на методологическом аппарате праксеологии, созданным Людвигом фон Мизесом, этике дискурса, авторами которой являются Юрген Хабермас и Карл-Отто Апель и политической философии Мюррея Ротбарда. Этика аргументации утверждает, что принцип ненападения является предпосылкой аргументации и поэтому не может быть рационально опровергнут. В конечном счёте она используется как один из инструментов для обоснования деонтологической либертарианской этики.
Хоппе отмечает, что, поскольку существует дефицит, возникают конфликты по поводу использования конкурентных благ среди моральных агентов. Когда возникают конфликты, агенты могут решить их ненасильственным путём, вступая в дискуссию. Таким образом, акт политической аргументации предполагает нормы, зависящие от фундаментального критерия ненасильственного разрешения конфликтов. Пример: «язык имеет принятые интерсубъективные значения». Хоппе называет такие нормы «априори аргументацией». Отрицание этих предполагаемых норм в акте аргументации представляет собой перформативное противоречие, лишающее аргумент всякого смысла. Такие фундаментальные нормы лежат в основе любого морального обоснования, поскольку любое моральное обоснование должно происходить в споре, так как даже отрицание этого означает, что отрицающий участвует в споре.
Защита Хоппе либертарианских аксиом исходя из этики аргументации также привела его к дебатам с Дэвидом Фридманом, Бобом Мёрфи и Джином Каллаханом.
Ранее теория была сформулирована в 1970 году Фрэнком ван Даном в Генте, Бельгия. Как сказал сам Хоппе, теория ван Дана и этика аргументации были разработаны независимо друг от друга.

### Естественный порядок
В традиции Мюррея Ротбарда, Хоппе использует австрийскую экономическую теорию для анализа поведения государств. Он определяет государства как «территориальных монополистов на законотворческую деятельность и сбор налогов» и предполагает, что только в корыстных интересах правительственные чиновники будут использовать свои монопольные привилегии для максимизации собственной власти и богатства. Хоппе утверждает, что существует высокий уровень корреляции между этими теоретическими предположениями и историческими данными. Как и Ротбард, Хоппе предположил, что если бы услуги, которые сейчас монопольно предоставляются государством могли быть предоставлены свободным рынком, то страховые компании, оборонные агентства и частное правосудие обеспечили бы лучшую защиту и разрешение споров, чем сейчас предоставляют государства. Хоппе называет приход общества к естественному порядку частной собственности, производства и добровольного обмена конечным источником человеческой цивилизации.
В это время естественный порядок или частно-правовое общество представляют собой развитие анархо-капиталистических идей о частном производстве безопасности, добровольно-контрактных отношений и принципе неагрессии. Одним из важных столпов данного общества является принцип гомстеда и естественные права Джона Локка. Аргументируя важность социальных и экономических институтов, основанных на частной собственности, Хоппе подчёркивает, что только с полным признанием частной собственности всех людей на своё тело, свою землю и своё имущество человечество сможет эффективно существовать в условиях дефицита ресурсов. Напротив, идея государственной собственности, считает он, является логически непоследовательной и разрушительной. Отвергая теорию общественных благ, Хоппе считает, государственная собственность всегда рано или поздно приводит к потреблению капитала, а также делает конфликты и экспроприацию институализированными.
К естественному порядку также применима концепция Хоппе об естественных элитах. Он утверждает, что частное право исторически, до начала Первой мировой войны и перехода мира к демократии, превалировало над государственным, а его качество было выше, нежели сейчас. Естественный порядок, таким образом, должен поддерживаться естественной элитой. Эта элита достигает своего положения через добровольное признание своего авторитета, а не через политические выборы или аристократическое происхождение. Хоппе утверждает, что благодаря «высшим достижениям в благосостоянии, мудрости, храбрости или всём сразу» в любом обществе некоторые люди достигают «естественного авторитета», а их мнения и суждения пользуются всеобщим уважением. Более того, при естественном порядке, «в результате избирательного спаривания и бракосочетания, а также законов гражданского и генетического наследования, позиции естественного авторитета, скорее всего, чаще всего занимались бы членами менее „благородных“ семей и передавались бы внутри этих семей». По мнению Хоппе, которое вызывает споры среди анархо-капиталистов, именно главы подобных семей обычно выступают в роли судей и миротворцев в анархо-капиталистическом обществе, «часто безвозмездно, из чувства долга, требуемого и ожидаемого от авторитетного лица, или даже из принципиальной заботы о справедливости как инструменте производства частного общественном блага». Однако подобные идеи в целом схожи с общепринятой либертарианской идеей о институте репутации при рыночной анархии или государстве ночном стороже.
Среди прочего, он высказывался в пользу сецессии в небольшие города-государства или микрогосударства, благоприятствующие индивидуальной свободе, как промежуточный шаг к окончательной приватизации, то есть к частно-правовому обществу. Он также установил, какими должны быть критерии для закона обязательств (контрактов) в частно-правовом обществе, особенно в отношении внешних эффектов и страхования или возмещения ущерба.

#### Дискриминация
Хоппе, как сторонник прав частной собственности, выводимых из принципа неагрессии, утверждает, что «человек может совершать любые действия со своей собственностью, пока это не наносит физический вред другим людям или чужой собственности». Из этого проистекает право на частную дискриминацию, в том числе право на отказ в обслуживании представителей как разных национальных, расовых, этнических, религиозных групп, так и отдельно взятых индивидов. Данная точка зрения является превалирующей в либертарианском сообществе и декларируется либертарианской этикой. Хоппе пишет, что в городах и деревнях могут быть предупреждающие знаки, гласящие «нет прохода нищим, бомжам или бездомным, а также что нет гомосексуалистов, наркоманов, евреев, мусульман, немцев или зулусов». Однако фраза Хоппе о «физическом удалении гомосексуалистов, мусульман, наркоманов, коммунистов из либертарианского общества» оказалось особенно неоднозначно воспринятой. Уолтер Блок писал, что заявление Хоппе, призывающее сторонников гомосексуализма «физически удалиться из общества», было «чрезвычайно сложно согласовать с либеральными взглядами»; «что касается гомосексуализма, вполне возможно, что некоторые районы страны, например, части Готэма и Сан-Франциско, воспользуются данным предложением и полностью запретят гетеросексуальность. Если это делается через договор, права частной собственности, ограничительные соглашения, то это будет полностью совместимо с либертарианским правовым кодексом».
Впоследствии в одном из своих интервью Хоппе дополнил, что «физическое удаление» подразумевает физическое дистанцирование, а не что-либо иное, что нарушало бы права удаляемого на своё тело.

### Критика социализма
Хоппе, как представитель австрийской школы, традиционно являющейся оппонентом социализма, выступает с резкой критикой социализма и социалистической экономики. В книге Теория социализма и капитализма Хоппе представляет разбор большинства аспектов социалистического общества с точки зрения экономики и политической философии. Он определяет капиталистическую модель как чистую защиту частной собственности, свободного обмена и ассоциации — без исключений, а социализм как институциональное неуважение или агрессию к правам собственности. Автор анализирует теорию временных предпочтений Ойгена Бём-Баверка и Людвига фон Мизеса по отношению к различным формам устройства собственности с точки зрения культурного видения будущего и экономического процветания данной социальной системы.
Хоппе разделяет социализм на «левый» и «правый» в нескольких категориях: социализм российского образца, социализм социал-демократического образца и социализм консервативного образца. Похожим образом социализм разделял Людвиг фон Мизес на ленинский и гинденбургский. Хоппе пишет, что тогда как коммунистический российский социализм идёт по пути классического марксизма, национализации собственности и социализации средств производства, а «либеральный» социал-демократический проводит политику государства всеобщего благосостояния и равноправного перераспределения доходов, «консервативный» социализм отдаёт предпочтение высокому регулированию экономики, поведенческому контролю, протекционизму и национализму. Каждая социальная система анализируется им на исторических примерах, причём не только с этико-экономической точки зрения, но также для выявления различных политических сил и групп, которые извлекают выгоду из каждой конкретной формы политики, по-разному вредя поддержанию и развитию общества.
В другой работе «Социализм: проблема собственности или знаний?» Хоппе затронул иной вопрос, касающийся социализма и дебатов внутри австрийской школы. Он проанализировал калькуляционный аргумент Людвига фон Мизеса и теорию рассеянных знаний Фридриха фон Хайека с помощью этики аргументации. Хоппе пришёл к выводу, что именно невозможность расчёта доходов и затрат при отсутствии частной собственности и рыночных цен на товары являются ключевым фактором в невозможности социализма и неэффективности плановой экономики, тогда как рассеянные знания Хайека и его вклад в дебаты против социализма Хоппе классифицировал как «ошибочным с самого начала, внёсшим лишь дополнительную путаницу».

### Анализ демократии и монархии
В своей книге Демократия — низвергнутый бог Хоппе противопоставляет и сравнивает западные династические монархии с демократическими республиками. Основой его анализа становятся теория временных предпочтений и чистый капитализм с абсолютными правами частной собственности. По его мнению, демократия это попытка установить равенство перед законом, которого не существовало в традиционной монархии. Но проблема в том, что в демократии между правителем и подданными происходит процесс сливания границ, означающий так же слияние конфликта интересов государства и его поданных, что приводит к более позитивному взгляду граждан на, например, высокие налоги, за которые народ в монархии возненавидел бы короля, а правитель мог бы опасаться восстания и потери власти в мире. Здесь же он отмечает, что теоретическая возможность вступления в правительство кого угодно, то есть полное равенство в правах при демократиях, снижает гражданскую устойчивость к чрезмерному злоупотреблению властью, в отличие от монархий, где правители часто свергались.
Хоппе утверждает, что структурно извращённые стимулы, присущие демократиям, делают их более склонными к уничтожению благосостояния, чем сопоставимые монархические режимы. Династический монарх, будучи долгосрочным правителем и способным в дальнейшем завещать своё положение, заинтересован в долгосрочном благополучии экономики и увеличении капитальных благ страны, часто не решается чрезмерно накапливать долги или иным образом участвовать в крупномасштабном краткосрочном потреблении капитала по сравнению с аналогичным демократически избранным правителем, который больше похож на арендатора или временного опекуна государства ввиду его попыток максимизировать своё личное получение различных благ за краткосрочный период. Таким образом, если король принимает плохое экономическое решение, ему приходится нести последствия всю свою жизнь, потому что король не может уйти в отставку, когда дела идут плохо, и в то же время он не хочет, чтобы его преемнику-сыну пришлось решать ещё большие проблемы. Поэтому он положительно мотивирован к политике меньшего вмешательства и долга. В этом заключается утверждение Хоппе о меньшем этатизме монархий по сравнению с демократиями.
В демократическом обществе для президента или парламентария подобных проблем не существует, дополняет Хоппе. Они правят страной совместно, как монархи, но в течение ограниченного периода времени, обычно не превышающего десятилетия, поэтому они с гораздо большей вероятностью будут принимать краткосрочные выгодные решения, которые просто обеспечат им успех при переизбрании, а не то, что рационально для долгосрочного развития страны. Поскольку в капиталистическом обществе богатства распределены неравномерно, политику выгоднее заигрывать с небогатым большинством и приносить ему какие-то блага из карманов самых богатых, например, социальное обеспечение и создание государства всеобщего благосостояния. Хоппе приводит теоретический пример функционирования вымышленного государства, где прошли демократические выборы по принципу один человек — один голос. Победившая коалиция китайцев и индийцев в таком обществе могла бы более равномерно перераспределить богатство по всей планете, от чего они сами получили бы прибыль за счёт западного мира. Это будет не просто экспроприация бедными собственности у богатых, а гораздо более сложная система государственного вмешательства, меняющаяся с каждым новым правительством, когда одна группа «выигрывает», а затем снова «проигрывает». Подобным образом Хоппе иллюстрирует губительную политику перераспределения, часто присущую демократическим правительствам.
Демократическая эпоха также изменила характер войны: от относительно небольших конфликтов между правителями или дворянами, зачастую за наследство или иные материальные блага, война стала тотальной, где каждый гражданин является частью конфликта. Мотивами войны стали не завоевание новых территорий и собственности, а идеологический конфликт, зачастую завязанный на эмоциональных идентификациях, таких как нация.
Так Хоппе приходит к выводу, что западные демократические государства всеобщего благосостояния рухнут примерно так же, как рухнул коммунизм в странах Варшавского договора. Не только из-за вмешательства государства в экономику, но и из-за самого демократического процесса, который, в отличие от монархии, делает практически невозможным для порядочного безобидного человека достичь вершины иерархии; скорее, он выбирает морально распущенных людей, полных привлекательных обещаний, которые привлекают внимание СМИ.
В июне 2005 года Хоппе дал интервью немецкой газете Junge Freiheit, в котором назвал монархию, хоть он сам не является монархистом, меньшим злом, чем демократия, назвав её законом улицы. В том же интервью Хоппе осудил Французскую революцию и сказал, что она относится к «той же категории мерзких революций, что большевистская или нацистская революции», поскольку она привела к «цареубийству, эгалитаризму, демократии, социализму, религиозной нетерпимости, террору, массовым грабежам, изнасилованиям, убийствам, призыву в армию, идеологической и тотальной войне».

### Иммиграция
Хоппе выпустил ряд работ, в которых провёл анализ устоявшейся в либертарианстве позиции об открытых границ. Противопоставляя свои аргументы в частности леволибертарианцам, считающих полную свободу передвижения компонентом неотъемлемых прав человека, он заявил, что политика открытых границ является нарушением прав частной собственности граждан той страны, куда происходит иммиграция потому, что она проводится государством, а не «чистыми» налогоплательщиками или собственниками земли. Проводя параллели со свободной торговлей, которую так же поддерживают либертарианцы, он говорит, что взаимосвязь между свободной торговлей и неограниченной иммиграцией непоследовательна и ошибочна, в то время как свободная торговля и ограниченная иммиграция являются совместимыми и взаимодополняющими. Он подчёркивает, тогда как товары и услуги импортируются в страну внутренними рынками, по желанию граждан страны, иммигранты «импортируются» по своему желанию, не имея никакого приглашения от принимающей стороны. Здесь он разрушает устоявшуюся дихотомию свободная торговля/неограниченная иммиграция и протекционизм/ограниченная иммиграция.
Национальные государства, считает Хоппе, проводящие политику «открытых дверей» занимаются миграционным протекционизмом. Он вводит понятие «принудительной интеграции», когда государство принудительно интегрирует какого-то иммигранта в страну, без волеизъявления собственников, позволяя ему стать резидентом и пользоваться социальным обеспечением, тем самым по сути экспроприируя денежные средства налогоплательщиков. Хоппе приводит обратную ситуацию, когда резидент страны хочет пригласить к себе кого-то из другой страны, но государство ему это не даёт сделать, совершая тем самым принудительное выселение. Таким образом, при полностью или условно открытых границах принимающая сторона рискует быть разграбленной и уничтоженной значительно возросшими социальными затратами, раздувающимся социальным напряжением и разрушением социально-экономических институтов. По поводу перечня должных ограничительных мер он сказал следующее: 
Какие ограничения тогда должны существовать? Или, точнее, какие иммиграционные ограничения сторонники свободной торговли и рыночники логически вынуждены поддерживать и продвигать? Главный принцип иммиграционной политики страны с высокой заработной платой основан на понимании того, что иммиграция, чтобы быть свободной в том же смысле, что и торговля, должна быть пригласительной. 
В рамках либертарианской этики и анархо-капиталистического устройства общества Хоппе так же не отходит от идей ограничительной иммиграции. Он заявляет, что при полной приватизации собственности любая иная форма иммиграции в принципе невозможна, как и процесс принудительной интеграции. Таким образом, чтобы куда-либо иммигрировать, нужно будет запросить приглашение у владельца или нескольких владельцев этой собственности. Конечно, допускается наличие территорий, куда будет открыт доступ каждому, но таких территорий, считает Хоппе, будет крайне мало. Ведь что народное правительство при национальном государстве, что совет владельцев частной собственности при анархо-капитализме будет стараться защитить себя и свою собственность. Связывает он это с субъективной природой благосостояния, нежеланием некоторых людей жить рядом с мексиканцами, мусульманами, гаитянами, немцами или католиками, и с возможностью применения ограничительных договоров владельцев собственности. «Будет столько иммиграции или не-иммиграции, инклюзивности или эксклюзивности, десегрегации или сегрегации, недискриминации или дискриминации, сколько пожелают отдельные собственники или ассоциации владельцев» — заключает он.
Эта позиция вызвала многочисленные дискуссии в либертарианской среде. Оказали прямую поддержку или высказывали схожие идеи такие либертарианские мыслители как Мюррей Ротбард, Хесус Уэрта де Сото, Стефан Кинселла и Лью Роквелл. Оппонировал Хоппе главным образом Уолтер Блок, его коллега по Институту Мизеса, который является убеждённым сторонником открытых границ.

### Внешняя политика
В интервью 2002 года, Хоппе выступил против вторжения в Ирак и раскритиковал интервенционистскую внешнюю политику, заявив, что «если вы вмешиваетесь, вы не должны удивляться, что помимо друзей вы также наживёте много врагов».

## Академическая свобода
В 2004 году в UNLV, во время лекции по курсу «Деньги и банковское дело», Хоппе выдвинул гипотезу, о том, что гомосексуалы, как правило, имеют заниженные временные предпочтения и вследствие чего занимаются потреблением капитала, потому что у них, как правило, нет биологических наследников, и, следовательно, у них меньше стимулов заниматься долгосрочными сбережениями. Хоппе также предположил, что гомосексуальность Джона Мейнарда Кейнса может объяснять его экономические взгляды, с которыми Хоппе не соглашался. Хоппе также заявил, что очень молодые и очень старые люди, а также пары без детей с меньшей вероятностью будут планировать будущее. Хоппе сказал репортёру, что комментарии длились всего 90 секунд из 75-минутного занятия, ни один студент не подвергал сомнению комментарии в этом классе и что за 18 лет чтения одной и той же лекции по всему миру он никогда ранее не получал жалоб на это. По просьбе университетских чиновников Хоппе извинился перед классом. После этого, сказал Хоппе репортёру, студент утверждал, что Хоппе не воспринял жалобу всерьёз и далее подал официальную жалобу. Хоппе сказал, что он чувствовал себя так, как будто именно он стал жертвой инцидента, и что студенту следовало «повзрослеть».
Было проведено расследование, в результате которого 9 февраля 2005 года ректор университета, Рэймонд У. Олден III, выдал Хоппе недисциплинарное письмо-инструкцию, в котором говорится, что он «создал враждебную или запугивающую образовательную атмосферу, нарушив политику университета в отношении дискриминации по признаку сексуальной ориентации». Олден также предписал Хоппе «прекратить неверно характеризовать мнение как объективный факт».
Хоппе решил обжаловать это решение, заявив, что университет «грубо нарушил свои договорные обязательства» по отношению к нему, и охарактеризовал это действие как «легкомысленное вмешательство в моё право на академическую свободу». Он был представлен Американским союзом гражданских свобод (ACLU). ACLU пригрозил судебным иском. Адвокат ACLU Аллен Лихтенштейн сказал, что «обвинение против профессора Хоппе является полностью надуманным и необоснованным». Исполнительный директор ACLU штата Невада сказал: «мы не разделяем теорий Ханса и, безусловно, понимаем, почему некоторые студенты считают их оскорбительными … Но академическая свобода ничего не значит, если она не защищает право профессоров представлять научные идеи, имеющие отношение его учебным планам, даже если они противоречивы и вводят людей в заблуждение». Сразу после этого в академической среде начались активные обсуждения. Институт Мизеса выразил поддержку своему сотруднику и объявил сбор подписей открытого письма от имени института в поддержку профессора, которое подписали более одной тысячи студентов и граждан. Далее 33 именитых профессора из европейских университетов подписали дополнительное письмо, направленное президенту UNLV, в котором также написали: «Вы не одиноки». Хоппе был защищён в редакционной статье в The Rebel Yell, студенческой газете UNLV. Решение Олдена было подхвачено Fox News, а несколько блогов и представителей либертарианства организовали кампанию по контактам с университетом. UNLV находился две недели под информационной атакой. В это же время временный ректор Системы высшего образования штата Невада Джим Роджерс выразил озабоченность по поводу «любых попыток помешать свободе слова».

В это дело вмешался Джим Роджерс. Он отклонил просьбу Хоппе о годичном оплачиваемом творческом отпуске, а президент UNLV Кэрол Хартер отреагировала на апелляцию Хоппе 18 февраля 2005 года. Кэрол Хартер в письме от 18 февраля 2005 сказала, что:
UNLV, в соответствии с политикой, принятой Советом регентов, понимает, что свобода, предоставляемая профессору Хоппе и всем членам академического сообщества, несёт значительную соответствующую академическую ответственность. В балансе между свободами и обязанностями, а также там, где между ними может быть двусмысленность, академическая свобода, в конце концов, должна быть на первом месте.
Она заявила, что взгляды Хоппе не должны быть причиной для выговора. Она отклонила жалобу о дискриминации в адрес Хоппе, а недисциплинарное письмо было изъято из личного дела Хоппе.
Позже Хоппе написал об этом инциденте и расследовании UNLV в статье под названием «Моя битва с полицией мыслей». Мартин Снайдер из Американской ассоциации университетских профессоров написал, что он не должен быть «наказан за свободное выражение своего мнения».
Различные споры об академической свободе, включая дело Хоппе и высказывания президента Гарвардского университета Лоуренса Саммерса, побудили Невадский университет провести конференцию по академической свободе в октябре 2005 года. В 2009 году UNLV предложил новую политику, которая включала поощрение сообщений от людей, считающих, что они столкнулись с предвзятостью. Предложенная политика была раскритикована ACLU Невады и некоторыми преподавателями, которые восприняли инцидент с Хоппе как неблагоприятный для академической свободы.

## Основные произведения

### Книги
Издания на русском языке
- «Теория социализма и капитализма» — М.: Hyde Park Library, 2021—296 с.
- «Понимая либертарианство правильно» — М.: Библиотека Шевцова, 2021—129 с.
- «Естественные элиты, интеллектуалы и государство» — М. Svevtsov Library, 2021 — 15 c.
- «Демократия — низвергнутый Бог» — М.: Скрипториум, 2020—314 с.

Издания на английском языке
- A Theory of Socialism and Capitalism («Теория социализма и капитализма») — Boston: Kluwer Academic Publishers, 1989
- Democracy: The God That Failed («Демократия — низвергнутый Бог») — New Brunswick, NJ: Transaction, 2001
- The Economics and Ethics of Private Property, 2nd. enlarged edition («Экономика и этика частной собственности: исследование по политической экономии и философии») — Auburn, AL: Ludwig von Mises Institute, 2004
- The Great Fiction. Property, Economy, Society, and the Politics of Decline, 2nd expanded edition («Великий вымысел. Собственность, экономика, общество и политика упадка») — Auburn, Al.: Ludwig von Mises Institute, 2021
- A Short History of Man: Progress and Decline (Краткая история человека: прогресс и упадок) — Auburn, Al.: Ludwig von Mises Institute, 2015
- Economic Science and the Austrian Method («Экономическая наука и австрийский метод») — Auburn, Al.: Ludwig von Mises Institute, 1995
- Getting Libertarianism Right («Понимая либертарианство правильно») — Auburn, Al.: Ludwig von Mises Institute, 2018
- Social Democracy («Социал-демократия») — Auburn, Al.: Ludwig von Mises Institute, 2018

Издания на немецком языке
- Eigentum, Anarchie und Staat. Studien zur Theorie des Kapitalismus («Собственность, анархия и государство. Исследования по теории капитализма») — Opladen: Westdeutscher Verlag, 1987
- Kritik der kausalwissenschaftlichen Sozialforschung («Критика причинно-следственных социальных исследований») — Opladen: Westdeutscher Verlag, 1983
- Handeln und Erkennen. Zur Kritik des Empirismus am Beispiel der Philosophie David Humes («Действие и познание. К критике эмпиризма на примере философии Дэвида Юма») — Bern: Peter Lang, 1976

### Книги (как редактор)
- The Myth of National Defense: Essays in the Theory and History of Security Production (Миф о национальной обороне: очерки по теории и истории производства средств обеспечения безопасности) — Auburn, AL: Ludwig von Mises Institute, 2003

### Статьи
- «Аргументы в пользу свободной торговли и ограниченной иммиграции» (The Case for Free Trade and Restricted Immigration), Journal of Libertarian Studies, Vol. 13. No.2, 1998
- «Социализм: проблема собственности или знаний?» (Socialism: A Property or Knowledge Problem?), Review of Austrian Economics, Vol. 9, No.1, 1995
- «Экономическая и социологическая теория налогообложения» (The Economics and Sociology of Taxation), Journal des Economistes et des Etudes Humaines, Vol. 1, No. 2, 1990
- «О конечном обосновании этики частной собственности» (On the Ultimate Justification of the Ethics of Private Property), Liberty, Vol. 2, no. 1 (September 1988): 20-22
- «Парадокс империализма» (The Paradox of Imperialism), отрывок из речи профессора Хоппе на получении премии Шларбаума, 2006
- «Возможны ли исследования, основанные на причинно-следственных научных принципах, в социальных науках?» (Is Research Based on Causal Scientific Principles Possible in the Social Sciences?), Ratio Bristol, Vol 25, No. 1 (1983): 31-38
- Desocialization in a United Germany («Десоциализация в объединённой Германии»), The Review of Austrian Economics, Vol. 5, No. 2 (1991): 77-104
- On Property and Exploitation («О собственности и эксплуатации»), совместно с Уолтером Блоком. International Journal of Value-Based Management, Vol. 15 (2002): 225—236
- Small is Beautiful and Efficient: The Case for Secession (Маленький — красивый и эффективный: доводы в пользу сецессии), Telos, Vol. 107 (Spring 1996)

### Собрания работ
- Jacob, Thomas (editor). Hoppe Unplugged: Views, insights and provocations from interviews and speeches by Prof. Hans-Hermann Hoppe. Hamburg: tredition GmbH, 2021
  - Hoppe Unplugged: Ansichten, Einsichten und Provokationen aus Interviews und Reden von Prof. Hans-Hermann Hoppe. (нем.) Hamburg: tredition GmbH, 2021

## Дальнейшее чтение
- Jörg Guido Hülsmann, Stephan Kinsella (eds). Property, Freedom, and Society: Essays in Honor of Hans-Hermann Hoppe. Auburn, AL: Mises Institute, 2009.